# نمره 6 / العمر واحد (فلم 1942)
نمره 6 / العمر واحد فيلم مصري، قصة واخراج صلاح أبوسيف عام 1942، وهو فيلم قصير مدته 27 دقيقة. كان أبوسيف قد سافر إلى باريس لدراسة السينما ثم عاد إلى مصر بسبب الحرب العالمية الثانية ليشرع في كتابة وإخراج هذا الفيلم القصير.

## طاقم التمثيل
- اسماعيل يس:إسماعيل
- أحمد الحداد: أحمد
- لطفي الحكيم: نصاب
- حسن كامل
- محمد راغب
- فؤاد منيب[5]

## ملخص الفيلم
أربعة أشخاص ينصبون على الناس عن طريق أن يمثلون أن أحدهم مات بسبب مرضه وأثناء أحد تمثيلياتهم يصر أحد المارّة على دفنه على حسابه الشخصى في مقابر عائلته ويصطحب عصابة النصابين لبيته وهناك يفتضح أمرهم ويتم القبض عليهم.
فيلم «نمرة 6» مرتبط بزمنه ومجتمعه بوضوح، لأنه يتحدث عن ظروف الحرب العالمية الثانية التي أفرزت أجيالاً من النصابين ومن الأثرياء الحمقى الذين يمثلهم حسن كامل، وهو رجل خارج الزمن، لدرجة أنه يتحدث مع إسماعيل ياسين رغم علمه أنه ميت. الحقيقة أن تعبير «نمرة 6» يرمز للنصب والنصابين، كما جاء في الفيلم، وكان يطلق على العملات المزيفة، أي أن معنى الفيلم كله يقترب من الكلمة الدارجة «فالصو».
قام إسماعيل يس أثناء أحداث الفيلم بغناء مونولوج (آه ياني) كلمات أبو السعود الإبياري وتلحين محمود الشريف.

## الفيلم والمخرج وآراء
ظل أبوسيف يعمل مساعداً للإخراج، حتى قام بتجربته الأولى في الإخراج السينمائي الروائي القصير عام 1942، من خلال فيلم "نمرة 6". كتب أمير العمري في موقع "العرب": "فيلم بديع يسخر من الموت، أخرجه صلاح أبوسيف عام 1942 بعنوان “نمرة 6” (أو العمر واحد)، وهو فيلم قصير يقع في 27 دقيقة، وكتب موقع "صدى البلد": "منعت الرقابة عام 1942 فيلم صلاح أبوسيف "العمر واحد" بدعوة أنه يثير غضب الأطباء فتم تغيير عنوان الفيلم إلى "نمرة 6" لإقناع الرقابة بعرضه".

## وصلات خارجية
- نمره 6 / العمر واحد (فيلم 1942)
- نمره 6 / العمر واحد (فيلم 1942)
- نمره 6 / العمر واحد (فيلم 1942)